# André Tacquet

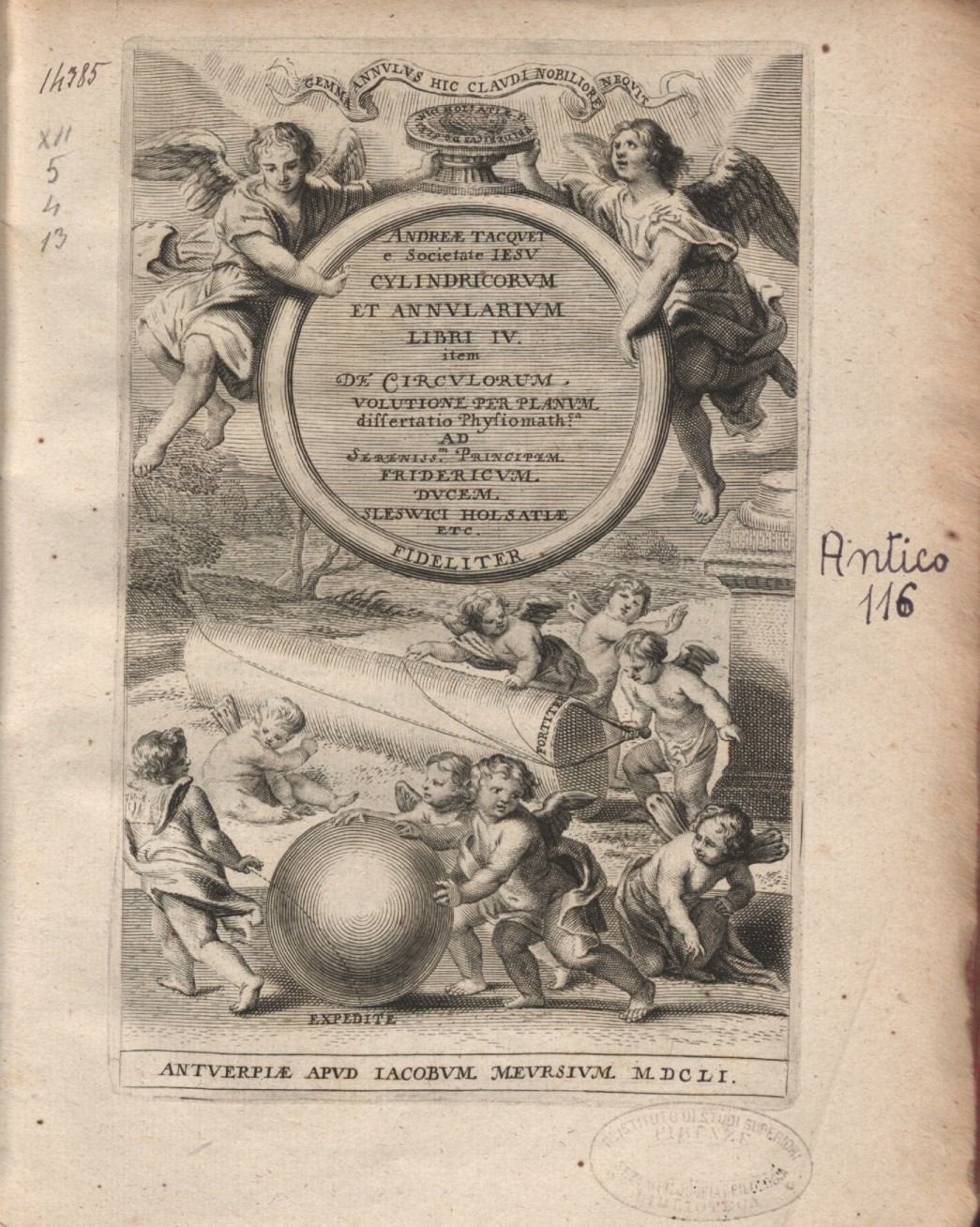
Cylindricorum et annularium libri, 1651

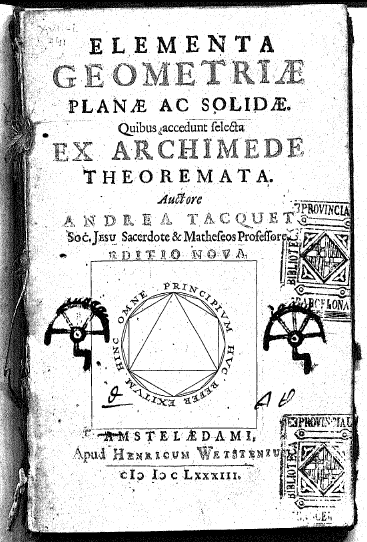
Eerste pagina van Euclid's Elements bewerkt door André Tacquet (1683)

André Tacquet (lat. Andreus Tacquet) (Antwerpen, 23 juni 1612 - aldaar, 22 december 1660) was een Belgische wiskundige en jezuïet. Zijn werk lag aan de basis van wat uiteindelijk zou leiden tot de beschrijving van 'calculus' (differentiaal- en integraalrekening).

## Biografie
Hij werd geboren in Antwerpen en trad in 1629 tot de Jezuïetenorde toe. Van 1631 tot 1635 studeerde hij wiskunde, fysica en logica te Leuven. Twee leraren van hem waren Gregorius van St-Vincent en François d'Aguilon. Later onderwees hij wiskunde te Leuven en Antwerpen. Een van zijn studenten was Ferdinand Verbiest die astronoom van de Chinese keizer Kangxi zou worden.
Tacquet was een briljant en internationaal beroemd wiskundige. Zijn werken werden dikwijls herdrukt en vertaald in het Italiaans en Engels. Hij droeg bij aan enkele van de voorbereidende concepten waar Isaac Newton en Gottfried Wilhelm Leibniz op voortbouwden. Hij was een van de voorlopers van het wiskundige concept van de Limiet ontwikkeld door John Wallis. Zijn beroemdste werk, Cylindricorum et annularium (1651),  beïnvloedde het denken van Blaise Pascal en zijn tijdgenoten.
William Whistons Engelse editie (Cambridge, 1703) werd algemeen gebruikt. Zijn Opera mathematica werd door Henry Oldenburg beschreven als "Een van de beste wiskundeboeken ooit geschreven".
Er is een krater op de maan genoemd naar André Tacquet.